# Bellmansgatan, Göteborg

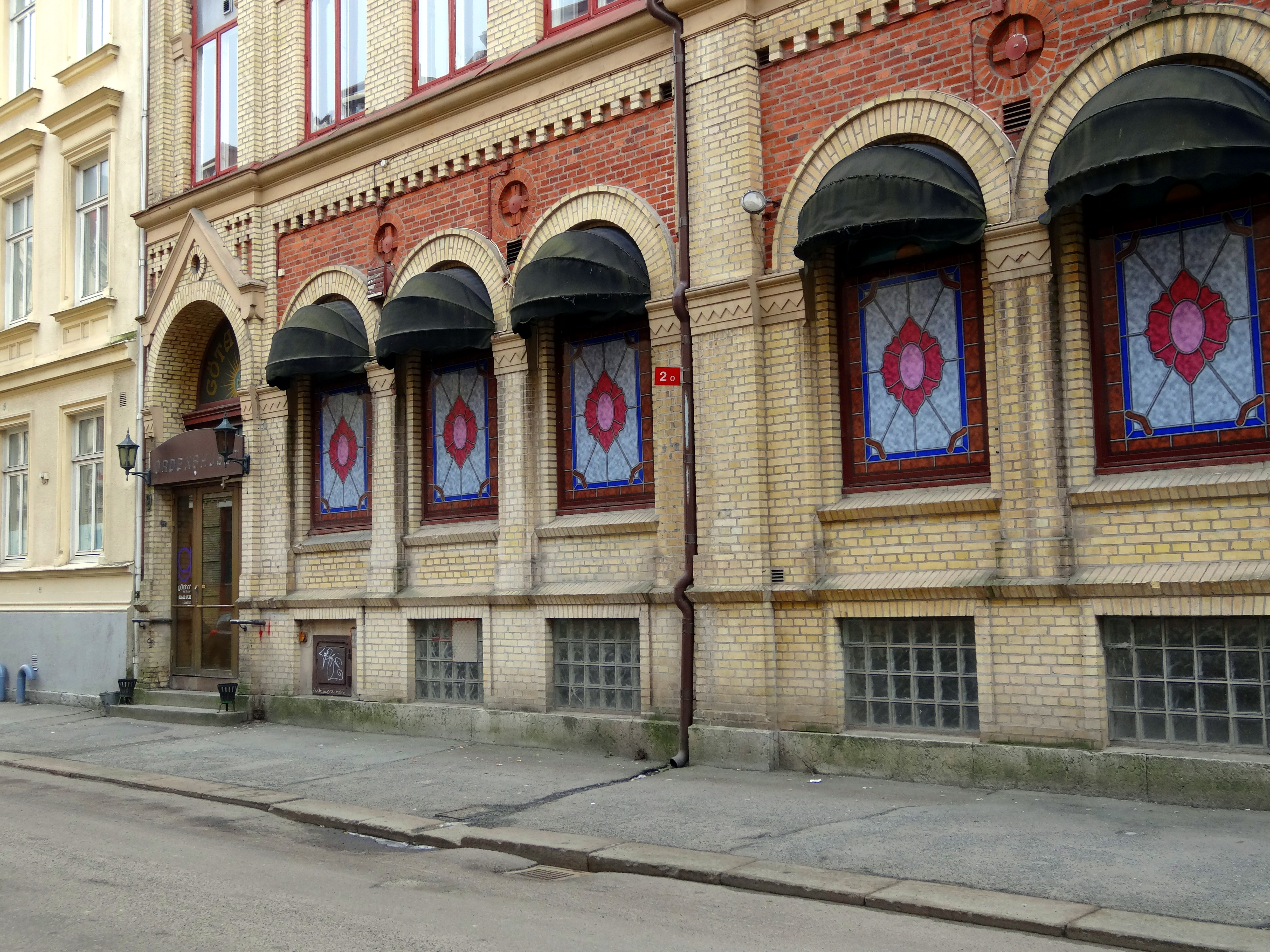
Coldinuordens hus vid Bellmansgatan 9.

Bellmansgatan är en gata i stadsdelen Vasastaden i Göteborg. Den är cirka 140 meter lång och sträcker sig från Haga Kyrkogata till Viktoriagatan.
Gatan fick sitt namn år 1882 till minne av skalden Carl Michael Bellman. Bellman var enligt traditionen en av grundarna av Par Bricole, som sammanträdde i Coldinuordens lokaler vid gatan. Fem ledamöter i stadsfullmäktige ansåg att gatan skulle få namnet Coldinugatan. Under åren 1867–1882 benämndes gatan Östra Nygatan, eftersom den kunde ses som en förlängning av Haga Nygata (vid den tiden Nygatan).